# Ames Autobedrijf
Ames Autobedrijf is een autodealer in de regio Drechtsteden, de Hoeksche Waard en Ridderkerk die ook onderhoud, schadeherstel en lease verzorgt. Het maakt onderdeel uit van Amega Groep, die tot de tien grootste dealerholdings van Nederland behoort.

## Geschiedenis

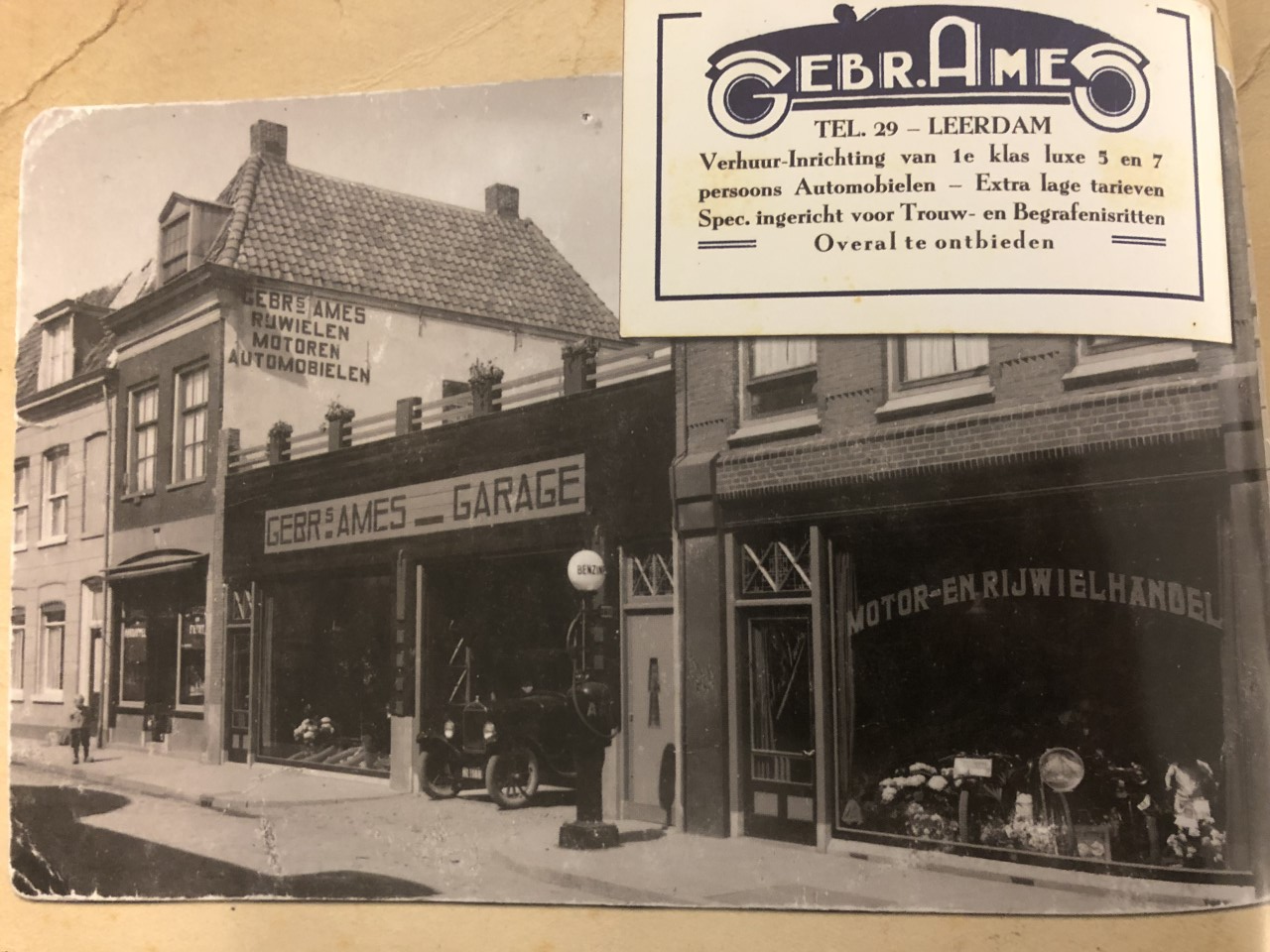
Kerkstraat in Leerdam

In 1905 nam Jan Ames een smederij met een winkel in rijwielen en huishoudelijke artikelen in Leerdam over. In 1906 kwam zijn broer Engel in het bedrijf en groeiden de Gebroeders Ames uit tot een handel in rijwielen en motorfietsen. In de jaren twintig volgden de automobielen met de merken Essex, Ford en Opel. In 1947 werd Ames een Volkswagen-agentschap. In 1952 stapte Jan Ames uit het familiebedrijf.
Pon’s Automobielhandel wenste ook VW-dealers in Dordrecht en omstreken. Dit was het begin van een aantal vestigingen die daar door Ames werden geopend.  Jan Ames droeg het bedrijf in 1984 over aan zijn zoon Engel Ames, die lease- en schadebedrijven opzette.
In 2012 verkocht Engel Ames 70 procent van zijn aandeel in het moederbedrijf Amega Groep aan de directie. Vijf jaar later verkocht hij zijn resterende aandeel aan Pon Holdings.

## Vestigingen en verkoop
Jan Ames begon in 1952 aan de Tesselschadestraat, een jaar later gevolgd door een garage met showroom, wasruimte en pomp aan de Brouwersdijk. In 1965 werd een pand aan de Johan de Wittstraat geopend, in de binnenstad van Dordrecht. Rond 1990 werd de huidige hoofdvestiging aan de Laan der Verenigde Naties geopend; vanaf eind 2017 behoort deze tot de bedrijveninvesteringszone Handelskade. Daarnaast opende Ames vestigingen in Ridderkerk, Sliedrecht, Zwijndrecht, Papendrecht, Alblasserdam, Oud-Beijerland en 's-Gravendeel. Anno 2025 zijn er elf vestigingen.

Ames verkoopt merken van Volkswagen AG:  Volkswagen, Audi, SEAT, Škoda en Cupra. In 2022 werden er 11 724 verkocht, in 2023 waren het er 12 173.